# У 4.50 са станице Педингтон
У 4.50 са станице Педингтон је детективски роман Агате Кристи први пут објављен у новембру 1957. у издању куће "Collins Crime Club". Ово дело је објављено у Сједињеним Државама у исто време под називом Шта је видела госпођа Мекгиликади! од стране издавачке куће "Dodd, Mead". Роман је објављен у серијском облику пре него што је књига објављена у свакој држави и под различитим насловима. Америчко издање коштало је 2,95 долара.
Тадашњим рецензентима се роман уопштено допао, али би волели више непосредног учешћа госпођице Марпл и мање разматрања њене слабе снаге, користећи друге да глуме уместо ње. У каснијој рецензији Барнарда, прича је била кратка у траговима, али је Луси Ајлсборо позитивно примећена као независни женски лик.
Филм Убиство, рекла је из 1961. заснован је на овом роману као и још неколико телевизијских програма.

## Радња
Госпођа Елспет Мекгиликади је на путу из куповине да посети своју стару пријатељицу Џејн Марпл за Божић. Њен воз пролази поред другог воза који иде упоредо и у истом правцу као и њен воз. Док је суседни воз пролазио, она је видела човека њој је леђима окренутог како дави жену. Она то пријављује скептичном кондуктеру који подноси извештај на истрагу. Када је стигла у кућу госпођице Марпл, она јој је све испричала. Госпођа Мекгиликади описује жену на самрти као плавушу у бунди, а мушкарца као високог и тамног, иако му је видела само леђа. Госпођица Марпл верује њеној причи, знајући да је њена пријатељица поуздана у опису. Без извештаја о телу пронађеном у вестима следећег дана, госпођица Марпл креће да утврди где се тело налази. Са добром картом и неколико вожњи возом да осети дејство оштре кривине на путнике који стоје, она утврђује да се тело вероватно налази у кругу виле "Радерфорд". Госпођица Марпл шаље Луси Ајлсборо, младу професионалну куварицу и кућну помоћницу своје познанице да ради у вили "Радерфорд" и пронађе тело.
Лутер Кракенторп је полу-инвалид удовац који живи у вили са својом ћерком Емом. Како Лутера отац није много волео, написао је опоруку којим је оставио своје имање свом најстаријем унуку. Лутер прима приход доживотно. Након Лутерове смрти, капитал ће се подједнако поделити међу Лутеровом живом децом, за разлику од пензије. Удео готовине због живе деце расте јер сваки брат и сестра умиру пре свог оца.
Првенац Едмунд је погинуо током Другог светског рата. Најмлађа ћерка Едит ("Еди") умрла је четири године пре почетка романа и иза ње је остао син александар. Преостала деца су боем и сликар са Ибизе Седрик, ожењени предузедник из града Харолд, Алфред који се бави сумњивим пословима и Емма. Остали у породичној кући су Александров отац Брајан Истли и Александров школски друг Џејмс Стодарт-Вест. Други лик је месни лекар др. Квимпер који се брине о Лутеру и који је заљубљен у Ему.
Луси користи голф тренинг као параван за претрагу терена. Она открива крзно са женског капута ухваћеног на жбуњу. Онда је пронашла јефтину пудријеру. Луси их односи госпођици Марпл која верује да је убица знао све о вили "Радерфорд" и да је уклонио тело са насипа где је пало са железничке пруге, извезао се колима ноћу ван терена и сакрио тело. Луси проналази тело жене скривено у саркофагу у старој штали у којој се налази Лутерова збирка сумњивих антиквитета. Ко је она била?
Полиција предвођена инспектором Кредоком препознаје одећу жртве као купљену у Паризу. Ема говори полицији о два писма, првом од њеног брата Едмунда написано непосредно пре његове смрти у повлачењу у Данкирку и другом примљеном неколико недеља пре него што је пронађено тело жене. Њен брат је рекао да ће се оженити извесном Мартин. Чинило се да је недавно писмо од Мартин која жели да се повеже са породицом оца свог сина. Није било ни другог писма ни састанка са Мартин. Полиција закључује да је тело у саркофагу Мартинино све док Џејмсова мајка леди Стодарт-Вест није открила свој идентитет. Она је потврдила да се у Едмундовом писму помиње она, али је он умро пре него што су се венчали. Проговорила је само зато што јој је син рекао за писмо наводно од Мартин.
Целој породици, осим одсутних Брајана и Александра, изненада је позлило и убрзо је Алфред пронађен мртав у свом дому. Касније је откривено да кари који је Луси направила кобног дана садржи арсен. Неколико дана касније, пошто се вратио кући у Лондон, Харолд добија испоруку таблета од др. Квимпера који му је рекао да не узима више, али му је послао још. Харолд их је попио, али су биле отроване аконитином па је умро док га је његова жена леди Алис посматрала како узима таблете.
Луси је организовала посету током поподневног чаја у вили "Радерфорд" за госпођицу Марпл и госпођу Мекгиликади. Госпођица Марпл налаже госпођи Мекгиликади да затражи да се послужи купатилом чим стигну. Госпођица Марпл је јела сендвич са рибљом паштетом и онда је почела да се гуши рибљом кости. Др. Квимпер је кренуо да јој помогне. Госпођа Мекгиликади је у том тренутку ушла у собу, видела лекарове руке на грлу госпођице Марпл и повикала: "Али то је он - то је човек из воза!"
Госпођица Марпл је схватила да би њена пријатељица препознала правог убицу ако би га поново видела у сличном положају. Мртва жена је била Квимперова супруга која није хтела да се разведе па ју је убио да би могао да се ожени Емом. Пошто су се Квимперови раздвојили, жена се придружила балетској трупи као Ана Стравинска. Квимперова шема је прерасла у убиство Емине браће Алфреда и Харолда тако да наследство не мора да се дели.
Отровао је бокал за коктел, а не вечеру и додао арсен у узорак карија који је узео пре него што га је дао на испитивање. Алфредовом чају је додао другу количину арсена. Послао је отроване таблете Харолду, објашњавајући њихову смрт. Госпођица Марпл тада говори госпођи Мекгиликади и инспектору Кредоку да би Лутер Кракенторп могао ускоро да умре, да ће Ема преболети лекара и да ће за Луси бити свадбена звона – иако она одбија да буде нацртана на основу идентитета младожење (за ког се испоставило да ће бити Седрик као што је поменуто у делу „Тајне бележнице Агате Кристи“).

## Ликови
- Госпођица Марпл: детективка и протагонисткиња.
- Елспет Мекгиликади: сведок убиства у возу, пријатељица госпођице Марпл.
- Луси Ајлсборо: Млађа сарадница госпођице Марпле у дворани. Она је вешта куварица и енергична домаћица са добрим угледом и одличним списком странака.
- Дејвид Вест: Он ради у Британским железницама и помаже госпођици Марпл да зна који су возови могли да прођу оним којим се госпођа Мекгиликади возила када је била сведок убиства. Он је други син сестрића госпођице Марпл Рејмонда Веста.
- Лутер Кракенторп: старији удовац са животним занимањем за вилу "Радерфорд", близу новца откако му је рођен отац умро.
- Седрик Кракенторп: Лутеров син, боемски сликар који живи на Ибици. Као најстарији преживели син, наследиће вилу "Радерфорд" и околну земљу када му отац умре, поред свог дела новца од наследства.
- Харолд Кракенторп: Лутеров син, ожењен бизнисмен у Лондону, без деце.
- Леди Алис Кракенторп: Харолдова жена, ћерка осиромашеног грофа.
- Алфред Кракенторп: Лутеров син без редовног запослења, на ивици незаконитих радњи.
- Ема Кракенторп: Лутерова ћерка која живи код куће и брине се о њему.
- Брајан Истли: удовац Едит Кракенторп, Лутерове преминуле млађе ћерке.
- Александар Истли: Едитин и Брајанов син који долази у вилу "Радерфорд" преко распуста.
- Џејмс Стодарт-Вест: Александров школски друг.
- Леди Стодарт-Вест: Џејмсова мајка.
- Др. Квимпер: Лутеров лекар опште праксе.
- Детектив-инспектор Дермот Кредок: кумић сер Хенрија Клитеринга. (Кредок се раније појавио у роману Убиство је најављено, а Клитеринг у истом и роману Тело у библиотеци и збирци прича Тринаест проблема.)
- Арман Десин: инспектор у Париској префектури који помаже Кредоку у истрази. Конкретно, он именује несталу особу, добру католкињу која је напустила своју балетску трупу у Енглеској и од тада није виђена нигде.
- Ана Стравинска: Балерина у Балету Маритски у Паризу која је била на турнеји у Енглеској шест недеља пре Божића. Напустила је трупу у Енглеској 19. децембра. Уметничко име Квимперове жене.
- Мадам Жолије: директорка Балета Маритски у Паризу.

## Назив
Британски назив У 4.50 са станице Педингтон означава време воза који полази поподне са станице Падингтон, главне станице у центру Лондона. У британском стилу, време је написано као 4.50 (у каснијим редовима вожње било би 16.50). Амерички издавач можда није сматрао да су железничке испоставе у Лондону добро познате па је назив у САД промењен у Шта је видела госпођа Мекгиликади! што се односи и на тренутак у возу када је убиство виђено. Неким чудом, госпођа Мекгиликади је била у возу у 4:54, а убиство се догодило у 4:33. У књизи се не спомиње воз који полази из Падингтона у 4:50.

## Књижевни значај и пријем
Рецензија Филипа Џона Стеда у часопису Књижевни додатак Времена (29. новембар 1957.) закључио је да „госпођица Кристи никада не узнемирава своје читаоце, задовољавајући се тиме да их заинтригира и забавља“.
Роман је рецензиран у издању часописа Време 5. децембра 1957. године у којем се наводи: „Најновија прича госпођице Кристи је узорна детективска прича. Стално се враћамо да би проверили трагове, а ниједан није небитан или неправедан. Преглед је закључио: „Можда има леша или два превише, али никада није досадно.
Колега писац кримића Ентони Беркли Кокс који је писао под псеудонимом Френсис Ајлс рецензирао је роман у издању часописа Чувар 6. децембра 1957. године у којем је признао да је разочаран делом: „Сажалим се за оне јадне душе које не могу да уживају у живахним причама Агате Кристи, али иако живахност није најмања од особина ове изванредне списатељице, постоји још једна коју тражимо у њој, а то је откривање: истинско, постојано, логично откривање које нас води корак по корак ближе у срце загонетке. Нажалост, то је тај квалитет који недостаје у роману У 4.50 са станице Педингтон. Изгледа да полиција никада није открила ниједну ствар, па чак ни то што госпођица Марпл лежи ниско и слуша препричавања до коначног драматичног излагања. Ту је уобичајена мала галерија занимљивих и савршено веродостојних ликова и ништа није лакше за читање. Али молим вас, госпођице Кристи, следећи пут још мало те неупоредиве детекције.“
Роберт Барнард је за овај роман рекао да је то „Још једна локомотива – убиство виђено док два воза пролазе један поред другог у истом правцу. Касније се своди на добро старо породично убиство. Садржи једну од неколико Кристиних симпатичних независних жена. Госпођица Марпл очигледно решава злочин божанским вођством јер постоји врло мало трагова или логичног закључивања."

## Прилагођавања

### Филм
Књига је екранизована у филм 1961. у којем је Маргарет Радерфорд глумила у првом од своја четири наступа као госпођица Марпл. Ово је био први снимљен филм о госпођици Марпл.
Злочин је наш посао је француски филм редитеља Паскала Томаса екранизован 2008. Назван по књизи Ортаци у злочину и, као и у књизи, и у њему се појављују ликови Томија и Тапенс иако је филм рађен по роману У 4.50 са станице Педингтон. Места и називи се разликују, али је прича у суштини иста. Филм је наставак филма Трнци у прстима, филма Паскала Томаса из 2004. прилагођеног из истоименог романа. Оба су смештена у Савоју у данашње време.

### Телевизија
ББЦ-ова екранизација увелико прати роман са својом екранизацијом из 1987. у којој глуми Џоан Хиксон (која се такође појавила као госпођа Кидер у филму Убиство, рекла је 1961. године). Постоји неколико промена:
- Тровање породице је одсутно.
- Алфред је још увек жив на крају, али пати од неизлечиве болести коју је др. Квимпер очигледно намерно погрешно дијагностиковао.
- Као и у филму из 1961. године, Харолд је убијен у несрећи у лову, а не отрованим таблетама јер је др. Квимпер сумњао да је Харолд знао ко је жртва јер је Харолд имао дубоку страст за плесом и скупљао плакате исте балетске трупе у којој је била.
- Право име Ане Стравинске је откривено као „Мартин Изабел Перо“ (у роману њено право име није познато). Тиме је избрисан део у којем је мајка Џејмса Стодарда-Веста Мартин, а права Мартин се не појављује.
- Инспектора Кредока заменили су инспектор Дакам и епизодни ликови из телевизијске серије инспектор Слек и наредник Лејк.
- На крају, госпођица Марпл недвосмислено сматра да ће се Луси Ајлсборо удати за Брајана Истлија.

ИТВ је екранизовао роман за серију Марпл 2004. у којој је глумила Џералдин Мекјуан као госпођица Марпл. Наслов Шта је видела госпођа Мекгиликади је коришћен када је серија приказивана у САД. Екранизација садржи неколико измена у односу на роман:
- Име др. Квимпера које се не помиње у роману наведено је као Дејвид. Његов лик је промењен да би био симпатичнији него што је у роману. Његова побуда за убиство жене је љубав према Емми, а не жеља за наследством Кракенторпових.
- Догађају се само два убиства – убиства Квимперове жене и Алфреда. Харолд је жив на крају.
- Промењени су и побуда Алфредовог убиства и начин његовог убиства. Алфред је приметио Квимпера како поставља лажни траг у вили, знајући да ће тело његове жене бити пронађено. Када су Александар и Џејмс показали траг породици, Алфред је одлучио да уцени Квимпера хвалећи се Луси само да треба да добије новац. Када је породици позлило за вечером од мале количине арсена, Алфред је касније убијен у свом кревету смртоносном Квимперовом инекцијом. Док га је квимпер убијао, Алфред је узвикнуо име свог убице. Квимпер се побринуо да се ово погрешно протумачи као да је звао лекара у помоћ.
- У овој екранизацији, Алфред је најстарији син после Едмунда и наследиће Хол. Харолд је други најстарији син (Он постаје следећи на реду који ће наследити Хол након Алфредове смрти), а Седрик је најмлађи син.
- Име Лутеровог оца је промењено из Џосаја у Маркус и он је производио слаткише, а не кекс за чај.
- Инспектора Дермота Кредока из романа заменио је инспектор Том Кембел, стари пријатељ госпођице Марпл. Ова екранизација се завршава тако што Луси одбацује двојицу Кракенторпа у корист инспектора.
- Брајан је Британац у роману, а Американац у екранизацији.
- Начин на који је госпођица Марпл открила др. Квимпера као убицу је промењен. Одвија се у возу док госпођа Мекгиликади присуствује из воза у пролазу. Када је разоткривен, комуникациони каблови у оба воза су повучени па је Том ухапсио Кимпера док је госпођа Мекгилкади прешла у њихов воз. Госпођица Марпл је тада открила све у свом расплету у возу.
- За Едмунда је речено да је погинуо у бици за Атлантик у децембру 1941. године, а не да је умро у Данкирку 1940. и сматра се да је изгубљен на мору. Поред тога, Едитин узрок смрти, који није наведен у роману, описан је као смрт током порођаја.
- Право име Ане Стравинске је Сузан Белејн. Луси проналази тело у маузолеју на подручју виле сасвим случајно, а не у штали у којој се налазе антиквитети.
- Едмунд се оженио Мартин и довео је кући да упозна сву његову породицу. Посету је покварио Харолд који ју је сексуално напао.
- Супрузи Харолда Кракенторпа леди Алис дата је много већа улога него у роману.
- Поред ових промена, госпођица Марпл је виђена како чита „Жена у мраку и друге приче” Дашиела Хамета, пружајући унутартекстуалне појединости који указују да неки од детективских увида госпођице Марпл потичу из њеног читања класичне фикције о убиствима, као и њено оштроумно разумевање људске природе.

Роман је прилагођен у 4 епизоде јапанске анимиране телевизијске серије Велики детективи Поаро и Марплова емитоване 2005.
ТВ Асахи је екранизовао роман 2018. са Јукијем Амамијем и Атсуко Маедом у главним улогама под називом Посебно драмско убиство у две вечери − Воз у 10 до 5 са Падингтона - Ноћни експрес прве ноћи. Друге ноћи је емитована екранизација романа Напукло огледало.

### Игрица
Дана 17. јуна 2010, I-play је објавио игру скривених објеката за преузимање засновану на роману У 4.50 са станице Педингтон. Дијалог испресецан загонеткама о скривеним предметима прати заплет романа. Ставке које се помињу у дијалогу су међу онима скривеним у свакој рунди. Играч проналази места на карти помоћу текстуалних трагова што карту чини и сценом скривених објеката. У три тачке током игре од играча се тражи да постави хипотезу о идентитету убице, али као и у роману, мало је важних доказа. За разлику од игара заснованих на романима Зло под Сунцем, Убиство у Оријент експресу и Десет малих црнаца, овде није укључена никаква стварна детекција и за разлику од последње две не додаје додатни лик који представља играча. Ово је четврта у низу игара са скривеним предметима друштва "Игрице Оберон" заснованих на романима Агате Кристи, а прве три су засноване на романима Смрт на Нилу, Опасност у Енд Хаусу и Вашар злочина.